# 城关镇 (东明县)
城关镇是中国山东省菏泽市东明县下辖的一个镇。

## 行政区划
城关镇下辖北关社区、西门社区、西关社区、南关社区、东关社区、东城社区、南华社区、雷庄村、刘墙村、黄军营村、梁庄村、王寨村、崔寨村、郝寨村、段庄村、刘坟村、朱口村、野鸡营村、大渔沃村、任营村、后营村、东营村、前营村、唐庄村、南吴庄村、裕洲集村、董庄村、牛庄村、贤街村、吉利营村、杨旺营村、高满城村、蒋满城村、曹满城村、刘满城村、四柳树村、刘庄村、李江庄村、曹庄村、后渔沃村、毛营村、崔街村、李街村、刘街村、阮寨村、白寨村、辛庄村、贺庄村、东吴庄村、江庄村、东三里村、西袁旗营村、东袁旗营村、北袁旗营村、东赵管营村、西赵管营村、沈庄村。